# Cortimpiano
Cortimpiano war eine feudale Grundherrschaft im mittelalterlichen Italien, heute Teil der Gemeinde Pagani in der italienischen Region Kampanien. Sie lag in der Via Malet, 38.
Umstritten war sie zwischen den Byzantinern, den Langobarden, den Arabern und den Normannen, bis dort um das 10. Jahrhundert eine mächtige Burg errichtet wurde, die heute in Ruinen liegt.
Über zwei Jahrhunderte lang war Cortimpiano Wiege und Wohnsitz der Familie Filangeri und Bezugspunkt für das gesamte Territorium von 1136 bis 1220.

## Geschichte

Das langobardische Herzogtum Benevent im 8. Jahrhundert

Um die Ausdehnung des Herzogtums Benevent zu behindern, gewährten die Herzöge von Neapel das Gebiet im 9. Jahrhundert den Sarazenen, die dort eine militärische Kolonie aufbauten.
Diese Siedlung wurde später von den Langobarden erobert, die dort ein Baronat errichteten und es an die Grafschaft Nocera anschlossen, einem Kreis des Fürstentums Salerno. Vermutlich in dieser Zeit wurde aus der Siedlung eine richtige feudale Grundherrschaft (daher der Name).
Zwischen dem 10. und 11. Jahrhundert wurden verschiedene örtliche Latifundien, die heute nicht mehr kultiviert werden, auf Kosten der Klöster San Massimo und Santa Sofia aus Salerno melioriert, denen sie gestiftet worden waren.  
Um diese Kulturen vor den Überfällen der Sarazenen zu schützen, bewehrte sich die Grafschaft ab 984 mit neuen Verteidigungsanlagen.

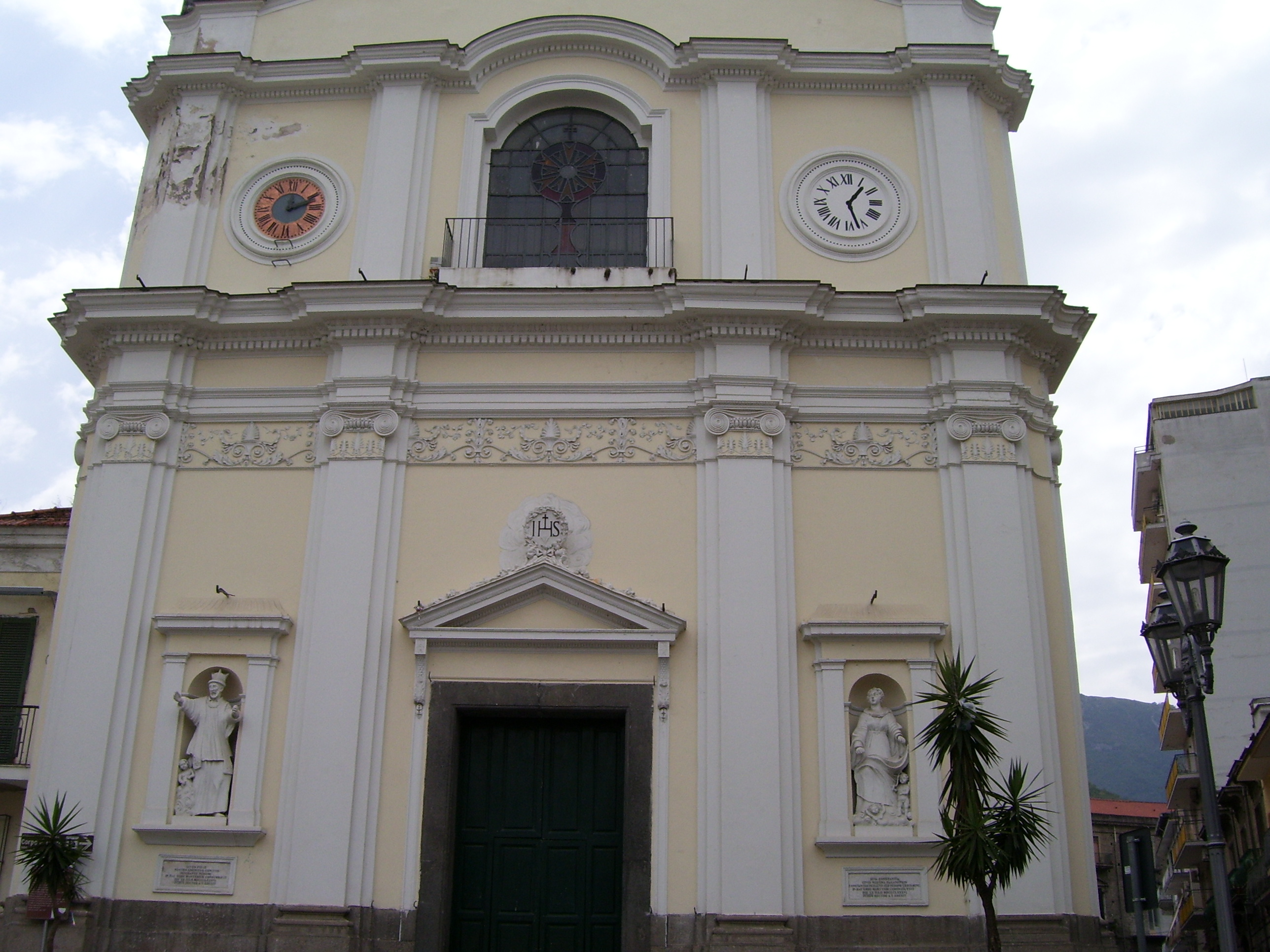
Die Kirche Corpo di Cristo, einst in der Haupthof der Burg integriert

Durch Höhen und Tiefen dominierte das Fürstentum Salerno die Gegend bis 1076–1077, als es von seinen ehemaligen Verbündeten, den Normannen, erobert wurde.
Während das Territorium von Salerno im Dunstkreis des normannischen Fürstentums Apulien und Kalabrien endete, fiel die Grafschaft Nocera unter die Gerichtsbarkeit des normannischen Fürstentums Capua.

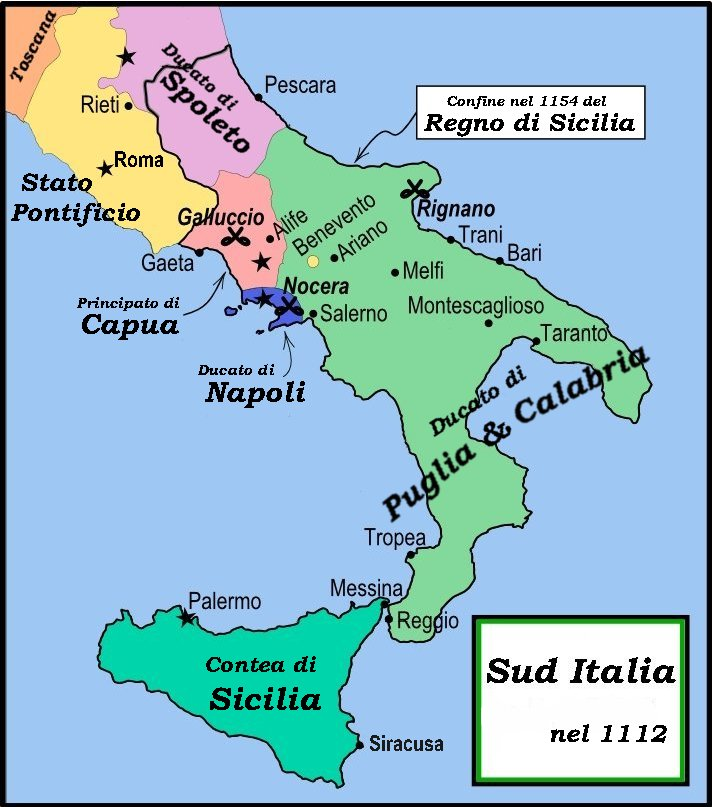
Süditalien im 12. Jahrhundert

1130 schloss Roger II. (Herzog von Apulien, Kalabrien und Sizilien) die normannischen Besitzungen in Süditalien dem Königreich Sizilien an, aber einige Adlige, darunter Rainulf II. von Alife und Robert II. von Capua (beide Abkömmlinge der Drengots, große normannische Condottieri des vorhergehenden Jahrhunderts), weigerten sich, ihm den Treueeid zu schwören.
Es kam zum Krieg und am 24. Juli 1132 besiegten die Rebellen das königliche Heer in der Schlacht bei Nocera, aber nicht endgültig, also schaffte es Roger – dank Intrigen, Nachfolgern und Repressalien – in den Jahren 1134–1135, das Kriegsglück zu drehen, und verdrängte Robert II. zugunsten seines Sohnes, Alfons von Altavilla.
Zur Unterstützung der Rebellen eilten die Truppen von Papst Innozenz II. und des Kaisers Lothar III., der 1137 Roger II. zugunsten von Rainulf II. von Alife als Herzog von Apulien absetzte und Nocera Robert II. von Capua zusprach. Der Kaiser aber gab beim zweiten Feldzug in Italien auf, sodass Roger II. die verlorenen Gebiete zurückerobern konnte (wobei er einen guten Teil von Nocera zerstörte) und auch die Titel eines Königs von Sizilien, eines Herzogs von Apulien und eines Fürsten von Capua zurückerhielt.
1194 erbten die Staufer das Königreich, verloren es aber 1266 wieder an das Haus Anjou.
Nach den Kriegen der Sizilianischen Vesper (1282–1302) fiel das Gebiet und die Rechtsprechung des neugegründeten Königreichs Neapel, das von da an seinem Schicksal folgte.

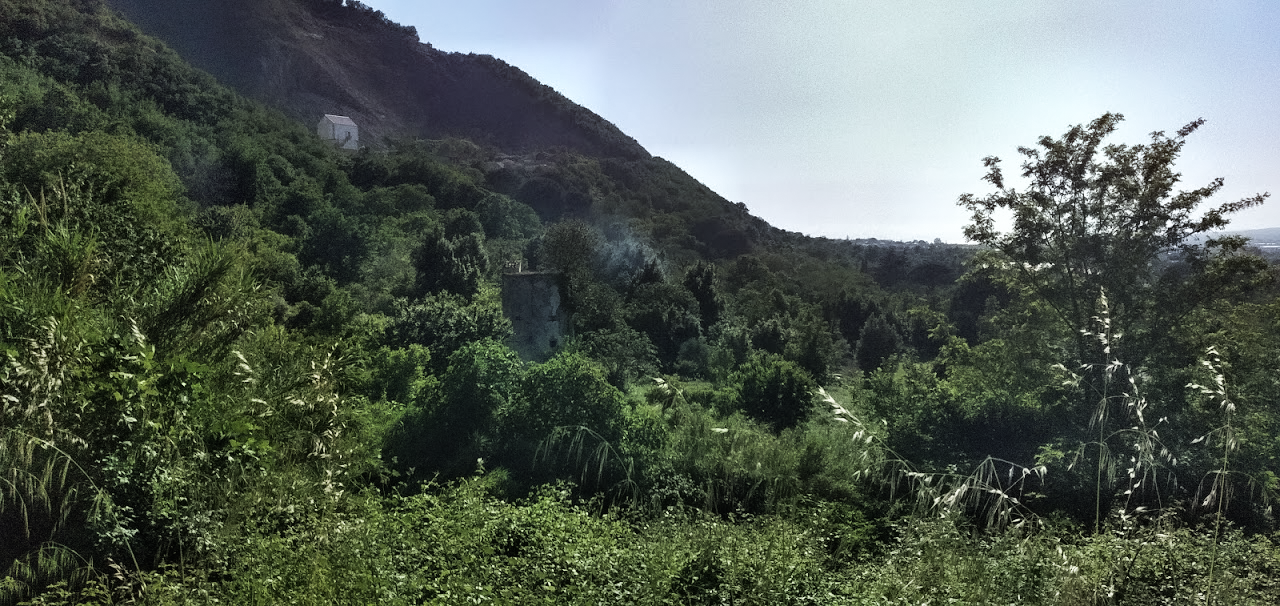
Torre dei Briganti (dt.: Räuberturm), allgemein auch „Torretta“ genannt, ein Teil des Verteidigungssystems der Grundherrschaft

Gegen Anfang des 15. Jahrhunderts war Pietro Pagano (Angehöriger einer Adelsfamilie normannischen Ursprungs) der Herr von Cortimpiano. Von diesem Zeitpunkt an wurde der Ort in den Dokumenten als „den Paganis gehörig“ bezeichnet (locus paganorum, casa paganorum oder Casalis paganorum). Von dem Toponym der Stadt Pagani nimmt man an, dass es von dieser Adelsfamilie abgeleitet ist.
Anfang des 18. Jahrhunderts lag die Burg bereits in Ruinen, aber man konnte dort „einen großen Teil der Burg oder des Palastes sehen (...) und man sah darüber hinaus ein Haus, wo die Ölsteuer bezahlt werden musste (...) und ein Tor“.
Heute sind davon nur ein großer Rundturm (in Privatbesitz) und ein kleines Türmchen an den Hängen des Monte Albino erhalten; letzterer wird „Torre dei Briganti“ genannt.

## Besitzerfamilien
- Die ursprüngliche Burg gehörte Potone (Neffe des Herzogs von Benevent).
- Später ging sie in den Besitz der Filangeris über.
- 1433 war Pietro Pagano der Herr von Cortimpiano, das in Dokumenten „locus paganorum“, „casa paganorum“ oder „Casalis paganorum“ genannt wurde.[5]